# Beilhique

Mapa, anacrônico, mostrando a localização de diferentes beilhiques na Anatólia. Por se tratar de um mapa anacrônico, as áreas ocupadas por alguns destes beilhiques não correspondem à sua máxima extensão histórica

Beilhique (em turco: beylik) é uma palavra turca que, ao pé da letra, refere-se a um território ("-lik") sob a jurisdição de um governante, que recebe o título de bei (Bey).
O beilhique seria, a princípio, um estado vassalo de um sultanato, mas na história turca e islâmica o grau de vassalagem dos diversos beilhiques variou bastante, havendo tanto os que não passavam de distritos quanto aqueles plenamente independentes, apenas ligados a um sultanato por questões de aliança ou tradição. Nesse caso, a palavra turca beilhique teria uma conotação tão flexível quanto à de estado no português brasileiro.

## Exemplos
Entrando em sua fase de decadência, o Sultanato de Rum distribuiu porções de terra nos confins do império a veteranos de guerra, para que estes defendessem, por encargo próprio, as fronteiras do sultanato. Assim surgiram beilhiques como Mentexe, Karasi, Germiyan e o de Osmã I.
O Império Otomano, por exemplo, surgiu em 1281 como um beilhique de menos de menos de 20 000 quilômetros quadrados, doado a Osmã, sendo dependente do sultanato seljúcida de Rum. Porém, um século mais tarde, após os descendentes de Osmã terem conquistado um império bicontinental de quase 300 000 quilômetros quadrados e terem reduzido a própria Constantinopla à condição de estado tributário, seu líder, Murade I, ainda era chamado bei. Murade, contudo, reclamou oficialmente o título de sultão, em 1383.
Mentexe sempre foi, oficialmente um beilhique, mas desde a sua fundação pelo turco oguz Mentexe Bei, jamais foi um vassalo de fato, seja dos seljúcidas, seja dos otomanos, exceto nos últimos dez anos de sua história, quando trocou a vassalagem a Murade II pela manutenção de sua autonomia. O Beilhique de Mentexe foi suprimido pelo próprio Murade II, em 1424.